# Medaile Johna Batese Clarka
Medaile Johna Batese Clarka (anglicky: John Bates Clark Medal) je ocenění, které bylo v letech 1947–2009 udělováno každé dva roky Americkou ekonomickou asociací „tomu americkému ekonomovi ve věku do 40 let, který významně přispěl k ekonomickému myšlení a poznání.“ Od roku 2010 je toto ocenění udělováno každoročně.
Podle The Chronicle of Higher Education je medaile „obecně považována za jedno z nejprestižnějších ocenění v oboru, možná druhým nejprestižnějším za Nobelovou cenou za ekonomii.“
Cena byla udělována jednou za dva roky až do roku 2007. Nyní je udělována každoročně, pravděpodobně proto, aby se vzhledem k rostoucímu záběru ekonomie a počtu odborníků dostala na každého, kdo si ji zaslouží. Cena pojmenovaná po neoklasickém ekonomovi Johnu Batesi Clarkovi (1847–1938) je považována za jednu ze dvou nejprestižnějších ekonomických ocenění spolu s Cenou Švédské národní banky za rozvoj ekonomické vědy na památku Alfreda Nobela. Po průměrné době 22 let přibližně 40% držitelů Clarkovy medaile získalo i „Nobelovu cenu za ekonomii“ předávanou každoročně od roku 1969 na slavnostním ceremoniálu ve Stockholmu. Nobelovu cenu získalo dokonce 11 z prvních 17 nositelů (přibližně 65%) ocenění Johna Batese Clarka.
Ačkoli je Clarkova medaile určena „americkému“ ekonomovi, postačující podmínkou je, aby kandidát pracoval v USA v čase udělení ceny; americká národnost tedy není nutně zohledňována. Ve skutečnosti dva z posledních tří vítězů se narodili, byli vychováni a studovali mimo Spojené státy.

## Držitelé ocenění
Dvanáct nositelů ceny Johna Batese Clarka získalo i Nobelovu cenu. (Datum v závorce je rok, kdy byla Nobelova cena udělena nebo spolu-udělena držiteli Clarkovy medaile.)
- 1947 Paul A. Samuelson (1970), † 2009
- 1949 Kenneth E. Boulding, † 1993
- 1951 Milton Friedman (1976), † 2006
- 1953 neudělena
- 1955 James Tobin (1981), † 2002
- 1957 Kenneth J. Arrow (1972, s Johnem R. Hicksem)
- 1959 Lawrence R. Klein (1980)
- 1961 Robert M. Solow (1987)
- 1963 Hendrik S. Houthakker, † 2008
- 1965 Zvi Griliches, † 1999
- 1967 Gary S. Becker (1992)
- 1969 Marc Leon Nerlove
- 1971 Dale W. Jorgenson
- 1973 Franklin M. Fisher
- 1975 Daniel McFadden (2000, s Jamesem J. Heckmanem)
- 1977 Martin S. Feldstein
- 1979 Joseph E. Stiglitz (2001, s Georgem A. Akerlofem a Michaelem Spencem)
- 1981 Michael Spence (2001, s Georgem A. Akerlofem a Josephem E. Stiglitzem)
- 1983 James J. Heckman (2000, s Danielem McFaddenem)
- 1985 Jerry A. Hausman
- 1987 Sanford J. Grossman
- 1989 David M. Kreps
- 1991 Paul R. Krugman (2008)
- 1993 Lawrence Summers
- 1995 David Card
- 1997 Kevin M. Murphy
- 1999 Andrei Shleifer
- 2001 Matthew Rabin
- 2003 Steven Levitt
- 2005 Daron Acemoglu
- 2007 Susan C. Athey
- 2009 Emmanuel Saez
- 2010 Esther Duflo
- 2011 Jonathan Levin
- 2012 Amy Finkelstein
- 2013 Raj Chetty
- 2014 Mathew Gentzkow
- 2015 Roland Fryer
- 2016 Yuliy Sannikov
- 2017 David Donaldson